# 水道 (文京區)
水道（日语：／ Suidō */?） 是東京都文京區的町名。現行行政地名為水道一丁目與水道二丁目。2013年8月1日為止的居住人口有5,382人。郵遞區號為112-0005。

## 地理
位於東京都文京區西部，東西狹長。地勢方面，從卷石通往神田川方向下降，全域海拔在10公尺以下。南邊與新宿區、關口之間以神田川、目白通、首都高速5號池袋線為界，北邊與春日二丁目、小日向一丁目、二丁目之間以卷石通為界，西邊與音羽、關口之間以音羽通、江戶川橋站為界，東邊在神田川「大彎道」接後樂二丁目。
水道一丁目
以凸版小石川大樓（印刷博物館）周遭為中心，東側是公寓大樓與官舍、數位中心等的中高層複合市街地。西側是中低層建築物密集的住工共存市街地。
水道二丁目
全域位於水道一丁目西側，印刷、出版相關事業所與一般住居、公寓大樓等混合的住工共存市街地。

### 住民自治組織
町會
町會名稱保留了舊町名。
- 小日水町會、武島町會、水道端町會、西江戶川町會、道和町會

消防團
- 小石川消防團第5分團

## 歷史
江戶時代此地多為武家地與寺地，幕府對水路會定期疏浚，命名為「小日向水道町」「小石川金杉水道町」。之後，金杉水道町改名「水道町」。此外，舊「水道端（一丁目、二丁目）」有「神田上水旁」的意思。舊「（小石川）江戶川町」與舊「西江戶川町」是來自大洗堰（大瀧橋附近）至船河原橋的河川「江戶川」，舊「（小日向）武島町」則是源自此地建造武家屋敷的武島氏。江戶川（現神田川）沿線是賞櫻名所。
明治以後，有島武郎、中村正直、內田魯庵、中江兆民、壺井繁治、廣津柳浪、馬場狐蝶、佐佐木喜善等文學作家在此地活動、居住。
水道一丁目
- 1964年8月1日實施住居表示（日语：住居表示）。水道端一丁目、武島町、西江戶川町、水道町、江戶川町各一部分組成現行的「水道一丁目」。

水道二丁目
- 1965年8月1日實施住居表示。水道端一丁目、水道端二丁目、武島町、西江戶川町、小日向水道町各一部分組成現行的「水道二丁目」。

### 地名由來
江戶時代，此地有神田上水（現卷石通）通過而得名。

## 交通
周圍有東京地下鐵丸之內線與東京地下鐵有樂町線通過。町內沒有鐵路車站，相鄰的車站有關口的江戶川橋站。此外，步行10分可達春日站、後樂園站、飯田橋站及神樂坂站。另一方面，卷石通上可搭乘文京區社區巴士Bーぐる（目白台、小日向路線）。目白通上有都營巴士上69系統與飯64系統，可往高田馬場站（小瀧橋車庫）、上野公園、九段下。此外還可利用「春日二丁目」（都02系統等）與「江戶川橋」（白61系統等）。
鐵道
- 東京地下鐵有樂町線江戶川橋站（所在地在文京區關口一丁目）

巴士
- 東京都交通局「大曲」、「東五軒町」、「石切橋」
- 文京區社區巴士Bーぐる（日语：Bーぐる）（目白台、小日向路線）「凸版音樂廳印刷博物館前」、「水道二丁目」、「服部坂下」

道路
- 卷石通（水道通）
- 目白通（東京都道8號千代田練馬田無線）

橋（神田川）
- 江戶川橋、華水橋、掃部橋（かもんばし）、古川橋、石切橋、西江戶川橋、小櫻橋、中之橋、新白鳥橋、白鳥橋

## 設施
水道一丁目
- 文京區立水道保育園、水道兒童館
- 印刷博物館 凸版小石川大樓附設的印刷展示設施（部分付費）。
- 凸版音樂廳 凸版小石川大樓併設附設的古典樂音樂廳。同地是佐佐木喜善（日语：佐々木喜善）舊居跡。
- 同人社（日语：同人社）（跡碑） 明治啓蒙思想家中村正直開設的私塾跡，與慶應義塾、稱好塾（日语：杉浦重剛）並稱。
- 特易購春日店
- 社團法人日本野球機構分室

小櫻商店街
- 巢鴨信用金庫（日语：巣鴨信用金庫）水道支店
- 丸悅（日语：マルエツ）小水道小櫻店
- 7-11水道一丁目店

水道二丁目
- 文京區立水道端図書館
- 文京區立水道交流館
- 文京水道郵便局
- 社團法人日本出版協會（日语：日本出版協会）
- 社団法人日本淘道會（日语：淘宮術）
- 一般社團法人全國木質水泥板工業會
- Daily YAMAZAKI（日语：デイリーヤマザキ）小日向店
- T-WALL江戶川橋店

### 公園
- 水道一丁目兒童遊園
- 水道二丁目兒童遊園

### 災害時避難場所
- 避難所 - 文京區立金富小學校。但道和町會區域（部分水道一丁目）為文京區立第三中學校（日语：文京区立第三中学校）。
- 避難場所 - 後樂園一帯

## 學區
| 町丁       | 番地           | 小學校                   | 中學校（指定校）   |
| ---------- | -------------- | ------------------------ | ------------------ |
| 水道一丁目 | 1、2、11、12番 | 文京區立金富小學校       | 文京區立第三中學校 |
| 水道一丁目 | 3〜10番        | 文京區立金富小學校       | 文京區立茗台中學校 |
| 水道二丁目 | 1〜5、17〜19番 | 文京區立金富小學校       | 文京區立茗台中學校 |
| 水道二丁目 | 6〜16番        | 文京區立小日向台町小學校 | 文京區立音羽中學校 |

## 備註
1. ↑  『角川日本地名大辞典 13　東京都』、角川書店、1991年再版、P990
2. ↑  .   [2013-08-06]. （原始内容存档于2013-05-13）.

## 外部連結
- 文京區官方網站 （页面存档备份，存于）